# Diana & Marvin
Diana & Marvin es un álbum de duetos de los músicos de soul estadounidenses Diana Ross y Marvin Gaye. Fue publicado el 26 de octubre de 1973 a través del sello discográfico Motown.

## Antecedentes
Los planes iniciales para hacer el álbum a dúo entre Ross y Gaye comenzaron ya en 1970, pero debido a que Gaye se encontraba en una pausa personal tras la muerte de Tammi Terrell, Motown no logró reunir a los dos y en cambio se centró en la emergente carrera en solitario de Ross, que no despegó hasta el lanzamiento de su versión de «Ain't No Mountain High Enough» de Gaye y Terrell, que se convirtió en un éxito internacional; sin embargo, durante ese tiempo, Gaye había hecho la promesa de que nunca volvería a grabar un dueto con una intérprete femenina porque sentía que estaban maldecidas por haber grabado con ellas (Mary Wells abandonó abruptamente Motown tras el final del álbum Together y su carrera no logró recuperarse, Kim Weston también dejó abruptamente el sello luego del final de sus sesiones de Take Two, y las complicaciones de Terrell con un tumor cerebral, que luego resultó en su muerte, dificultaron los duetos entre ella y Gaye).
A mediados de 1971, Gaye regresó a las listas con el álbum What's Going On, publicado el 21 de mayo de 1971, que redefinió su carrera y dirección. Debido a esto, Gordy nuevamente se acercó a él para hacer un álbum a dúo con Ross. Aunque Gaye había insistido en que no grabaría más álbumes a dúo, más tarde escribió que sentía que la decisión de hacer un álbum a dúo con Ross aumentaría su popularidad entre la audiencia más amplia de Ross.

## Promoción

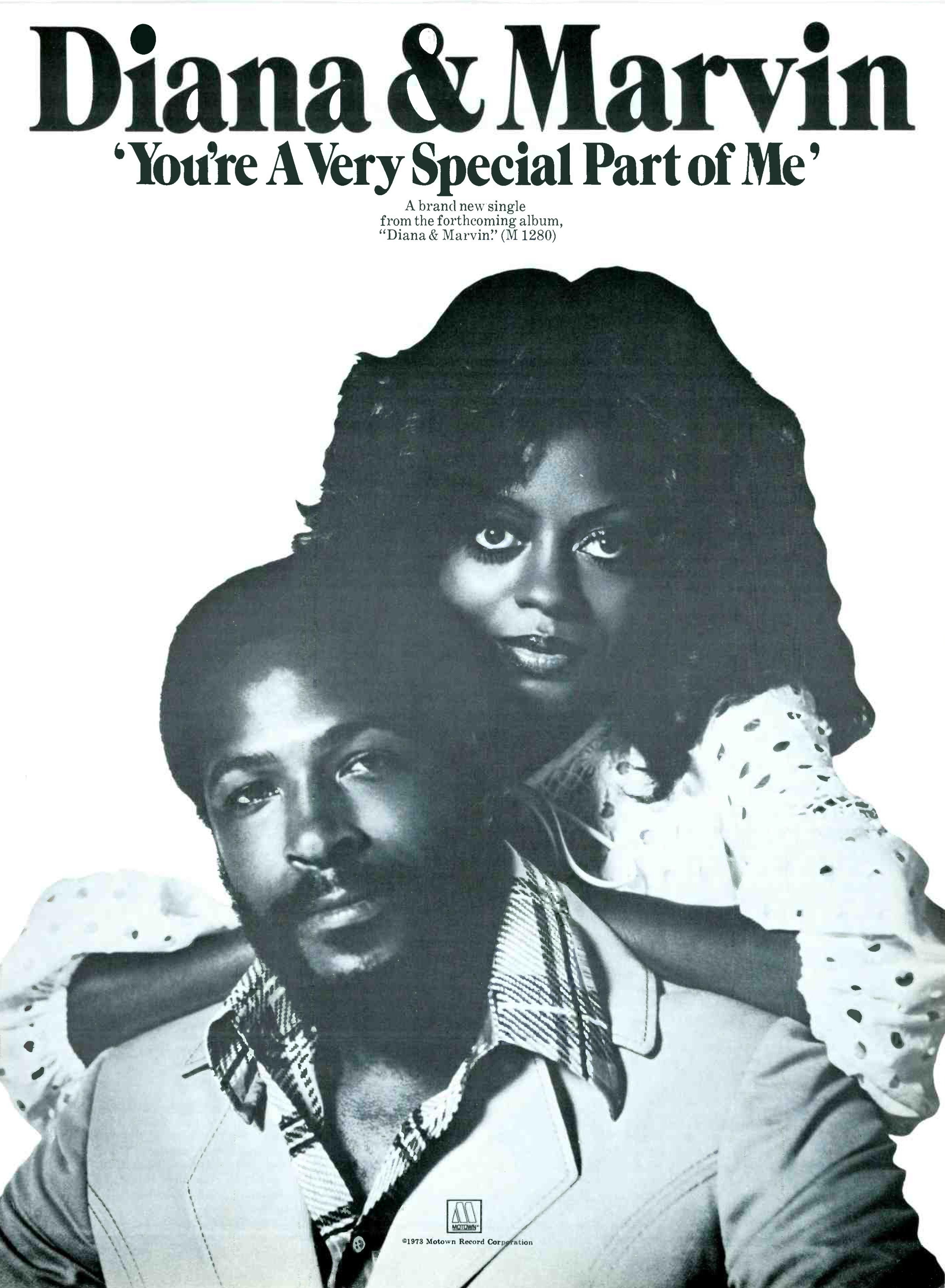
Anuncio comercial del sencillo «You're a Special Part of Me».

«You're a Special Part of Me» fue publicado el 12 de septiembre de 1973 como el sencillo principal del álbum. La revista Record World describió la combinación de Diana y Marvin como “hermosa”, mientras que Cash Box calificó la canción como “espectacular”. Un escritor no especificado de Billboard declaró que el “dúo Ross-Gaye revive el clásico sonido temprano de Motown con gran energía y entusiasmo. ¡Tengamos más de la pareja, mucho más!”. «You're a Special Part of Me» debutó en la lista Hot 100 de Billboard el 6 de octubre de 1973 en el número 66; subió al número 12, su máximo rendimiento, el 17 de noviembre. El sencillo alcanzó la posición número 14 en la lista de sencillos de Cash Box durante la semana del 17 de noviembre.

## Recepción de la crítica
Un escritor no especificado de la revista Cash Box declaró: “La brillantez dos veces es la orden del día en este impresionante LP debut de Diana y Marvin juntos. Ambos vienen de grandes éxitos individualmente, el dúo colabora maravillosamente en este esfuerzo que presenta la música más increíblemente romántica que jamás hayamos escuchado. [...] Una producción espléndida y elaborada distingue este LP y las actuaciones de Diana y Marvin son impecables”. Un escritor no especificado de la revista Billboard comentó: “Hay una suave magia en la mezcla musical de las dos voces. Los dos se combinan maravillosamente, un matrimonio musical de primer orden, con «Love Twins» lleno de suave persuasión mientras que «Don't Knock My Love» tiene toda la energía abierta de la música soul. El arreglista Dave Blumberg ha creado emocionantes listas para estos dos destacados vocalistas que añaden un ingrediente dramático a las melodías. Este LP debe reafirmar la calidad explosiva de ambos intérpretes. Un tratamiento de primera clase en el ámbito orquestal coincide con las lecturas sensibles de los dos cabezas de cartel. Thom Bell y Linda Geed contribuyen con varias hermosas canciones de amor al programa”.
Un escritor no especificado de la revista Record & Radio Mirror declaró: ”Técnicamente es una parte histórica de la unión de Tamla, pero es una especie de producción irregular... algunos momentos destacados pero otros sin que suceda mucho. Algunas canciones viejas, otras nuevas: la suavidad de Diana complementa la semi-crudeza de Marvin. [...] Pero no cobra vida tan bien como cabría esperar del matrimonio de dos talentos tan enormes. Sin embargo, es difícil precisar exactamente por qué”.

## Lista de canciones
| Lado uno |                               |                                             |               |          |  |
| N.º      | Título                        | Escritor(es)                                | Productor(es) | Duración |  |
| 1.       | «You Are Everything»          | Thom Bell Linda Creed                       | Hal Davis     | 3:11     |  |
| 2.       | «Love Twins»                  | Marilyn McLeod Mel Bolton                   | Hal Davis     | 3:33     |  |
| 3.       | «Don't Knock My Love»         | Wilson Pickett Brad Shapiro                 | Hal Davis     | 2:24     |  |
| 4.       | «You're a Special Part of Me» | Gregory Wright Harold Johnson Andrew Porter | Berry Gordy   | 3:42     |  |
| 5.       | «Pledging My Love»            | Don D. Robey Fats Washington                | Bob Gaudio    | 3:38     |  |

| Lado dos |                                      |                                  |                                  |          |  |
| N.º      | Título                               | Escritor(es)                     | Productor(es)                    | Duración |  |
| 1.       | «Just Say, Just Say»                 | Nickolas Ashford Valerie Simpson | Nickolas Ashford Valerie Simpson | 4:16     |  |
| 2.       | «Stop, Look, Listen (to Your Heart)» | Bell Creed                       | Hal Davis                        | 2:58     |  |
| 3.       | «I'm Falling in Love with You»       | Margaret Gordy                   | Mark Davis Margaret Gordy        | 2:46     |  |
| 4.       | «My Mistake (Was to Love You)»       | Pam Sawyer Gloria Jones          | Hal Davis                        | 3:01     |  |
| 5.       | «Include Me In Your Life»            | McLeod Bolton                    | Hal Davis                        | 3:13     |  |

## Posicionamiento

### Gráfica semanal
| Gráfica (1973–74)                          | Pico de posición |
| ------------------------------------------ | ---------------- |
| Australia (Kent Music Report)              | 26               |
| Canadá (RPM Top Albums)                    | 86               |
| Estados Unidos (Billboard Top LPs & Tape)  | 26               |
| Estados Unidos (Billboard Soul LPs)        | 7                |
| Estados Unidos (Cash Box Top 100 Albums)   | 18               |
| Estados Unidos (Record World Album Chart)  | 20               |
| Estados Unidos (Record World R&B LP Chart) | 7                |
| Reino Unido (UK Albums Chart)              | 6                |

### Gráfica de fin de año
| Gráfica (1974)                            | Pico de posición |
| ----------------------------------------- | ---------------- |
| Estados Unidos (Billboard Top LPs & Tape) | 69               |
| Estados Unidos (Billboard Soul LPs)       | 35               |

## Certificaciones y ventas
| País              | Certificación | Ventas  |
| ----------------- | ------------- | ------- |
| Reino Unido (BPI) | Oro           | 100 000 |